# Celeste Bissardella
Celeste Bissardella (Bolzano, 17 ottobre 1988) è un'ex hockeista su ghiaccio italiana.
Con la maglia delle Eagles Bolzano ha vinto tre titoli italiani (2003-2004, 2004-2005 e 2005-2006). Ha vestito la maglia azzurra a Torino 2006.